# L'Orchestre des aveugles
Pour plus de détails, voir Fiche technique et Distribution.
L'Orchestre des aveugles  est un film dramatique marocain réalisé par Mohamed Mouftakir, sorti en 2015.

## Fiche technique
- Titre : L'Orchestre des aveugles
- Réalisation : Mohamed Mouftakir
- Musique : Didier Lockwood
- Montage : Sophie Fourdrinoy, Leila Dynar, Sophie Fourdrinoy
- Photographie : Xavier Castro
- Producteur : Emmanuel Prevost, Mohamed Mouftakir
- Production : Avalanche Productions , Chama Film
- Distribution : Avalanche Productions
- Pays d'origine :  Maroc
- Durée : 113 minutes
- Genre : drame
- Dates de sortie :
  -  Maroc : 13 mai 2015

## Distribution
- Younes Megri : Houcine Boudira
- Mouna Fettou : Halima
- Ilyas El Jihani : Mimou
- Mohammed Bastaouil : Mustapha
- Majdouline Idrissi : Fatima
- Fehd Benchemsi : Abdellah
- Salima Benmoumen : Mina
- Mohammed Choubi : Karem
- Souad Neijar : Aicha
- Abdelghani Sennak : Ali
- Fedoua Taleb : Fatna
- Oulaya Amamra : Chama
- Fatima Regraoui : Grand mère
- Zhor Slimani : Zaina
- Mohammed Louz : Mohammed
- Abdeltif Khamouli : Instituteur